# Tourismusfachwirt
Geprüfter Tourismusfachwirt ist ein öffentlich-rechtlich anerkannter deutscher Abschluss auf Meisterebene, der nach einer erfolgreich absolvierten branchenbezogenen kaufmännischen Aufstiegsfortbildung gemäß Berufsbildungsgesetz vergeben wird. Die bundeseinheitliche Prüfung erfolgt auf Grundlage einer besonderen Rechtsverordnung vor dem Prüfungsausschuss einer Industrie- und Handelskammer (IHK).

## Arbeitsgebiete und Aufgaben
Tourismusfachwirte sind qualifiziert, folgende Aufgaben verantwortlich auszuüben:
1. Selbständiges und eigenverantwortliches Wahrnehmen von Führungsaufgaben im Prozess der touristischen Leistungserstellung unter Berücksichtigung wirtschaftlicher, rechtlicher, ökologischer und sozialer Aspekte.
2. Erkennen von Entwicklungen des touristischen Marktes und Erstellen neuer Produkte.
3. Ableiten von entsprechenden Marktstrategien und ergebnisorientiertes Anwenden der Marketinginstrumente.
4. Mitwirken bei der Aus- und Weiterbildung.

## Fortbildungsinhalte
Wirtschaftsbezogene Qualifikationen
- Volks- und Betriebswirtschaft
- Rechnungswesen
- Recht und Steuern
- Unternehmensführung

Handlungsfeldspezifische Qualifikationen
- Grundlagen des Tourismus
- Tourismus-Management
- Tourismus-Marketing
- Betriebsspezifisches Management

## Fortbildungsdauer
Der DIHK-Rahmenplan empfiehlt für die Fortbildung zum Tourismusfachwirt einen Unterrichtsumfang von 650 Unterrichtsstunden. Öffentliche und private Bildungsträger bieten Lehrgänge zur Prüfungsvorbereitung zwischen drei und 24 Monaten sowohl in Vollzeit als auch berufsbegleitend an; für die Zulassung zur Prüfung ist die Teilnahme an einem Lehrgang allerdings nicht verpflichtend.

## Prüfungszulassungsvoraussetzungen
Zur Prüfung zum Geprüften Tourismusfachwirt wird zugelassen, wer eine mit Erfolg abgelegte Abschlussprüfung in einem anerkannten tourismusrelevanten Ausbildungsberuf und insgesamt eine mindestens zweijährige dienliche Berufspraxis oder eine vergleichbare Qualifikation nachweist.

## Prüfungsdurchführung und Abschluss
Die Prüfung gliedert sich in einen wirtschaftsbezogenen und einen handlungsspezifischen Teil.
Nach erfolgreich abgelegter Prüfung vergibt die prüfende Industrie- und Handelskammer den öffentlich-rechtlich anerkannten Abschluss Geprüfter Tourismusfachwirt.

## Finanzielle Fördermöglichkeiten
Teilnehmer können zur Förderung der Fortbildungskosten und Prüfungsgebühren Leistungen über das Meister-BAföG beantragen.